# Cheque

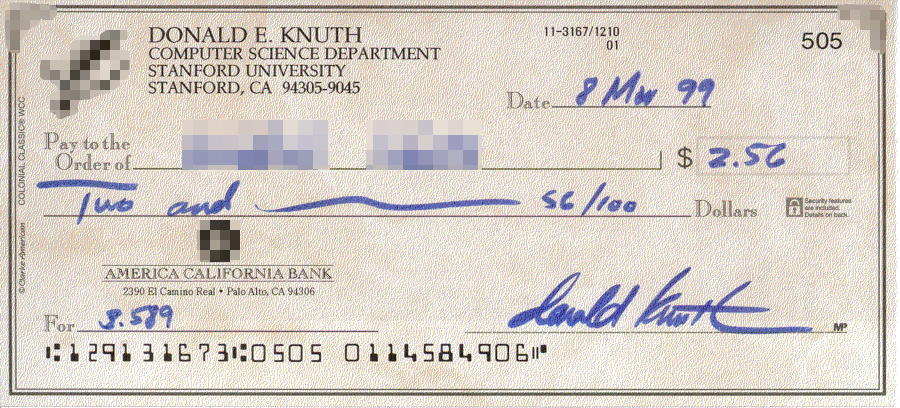
Un cheque estadounidense.

Un cheque (anglicismo del término cheque o check) es un documento contable que consiste en un derecho de pago en el que la persona que es autorizada para extraer dinero de una cuenta (por ejemplo, el titular), extiende a otra persona una autorización para retirar una determinada cantidad de dinero de su cuenta, la cual se expresa en el documento, prescindiendo de la presencia del titular de la cuenta bancaria.
El cheque es un título de valor a la orden o al portador y abstracto en virtud del cual una persona, llamada librador, ordena incondicionalmente a una institución de crédito el pago a la vista de una suma de dinero determinada a favor de una tercera persona llamada beneficiario. 
Aunque las formas de cheques se han utilizado desde la antigüedad y al menos desde el siglo IX, se convirtieron en un método muy popular sin efectivo para realizar pagos durante el siglo XX y el uso de cheques alcanzó su punto máximo. En la segunda mitad del siglo XX, a medida que el procesamiento de cheques se automatizaba, se emitían miles de millones de cheques anualmente; estos volúmenes alcanzaron su punto máximo a principios de la década de 1990 o alrededor de esa fecha. Desde entonces, el uso de cheques ha disminuido, siendo reemplazados por sistemas de pago electrónico, como tarjetas de débito y tarjetas de crédito. En un número cada vez mayor de países los cheques se han convertido en un sistema de pago marginal o han sido eliminados por completo.

## Requisitos
El cheque sólo puede ser expedido cuando se reúnan los requisitos siguientes:
- La institución de crédito celebrará un contrato con el librador: Los bancos reciben de sus clientes dinero que se obligan a devolver a la vista, cuando el cliente lo requiera. Para documentar las órdenes de pago de los clientes se utilizan los cheques.

Por el contrato de cheque, en consecuencia, el banco que se obliga a recibir dinero de su cuenta-habiente, a mantener el saldo de la cuenta a disposición de este, y a pagar los cheques que el cliente libre con cargo al saldo de la cuenta. A la cuenta de cheques se le denomina en la práctica bancaria “cuenta corriente de cheques”, porque el cuenta-habiente hace entregas que se le abonan y libra cheques que se le cargan al ser pagados; por lo que la cuenta tiene una secuencia indefinida.
La cuenta de cheques es un presupuesto de la normalidad, no de la esencia del cheque. Puede una persona librar cheques y no tener la cuenta y el tenedor podrá ejercitar las acciones correspondientes contra los obligados, e incluso el librador recibirá una sanción. Y si el banco se negara a pagar un cheque sin causa justa, a no ser que esté indispuesto u obrando, infringiendo sus obligaciones derivadas del contrato de cheque, también deberá pagar al librador una pena por el cheque desatendido.
- Los fondos disponibles: La existencia de fondos disponibles es también un presupuesto de la regularidad del cheque; presupuesto cuya existencia no influye sobre la eficacia del título, y cuya ausencia es sancionada también.

- Que el librador haya sido autorizado por el librado para expedir cheques a cargo de la cuenta del librador.

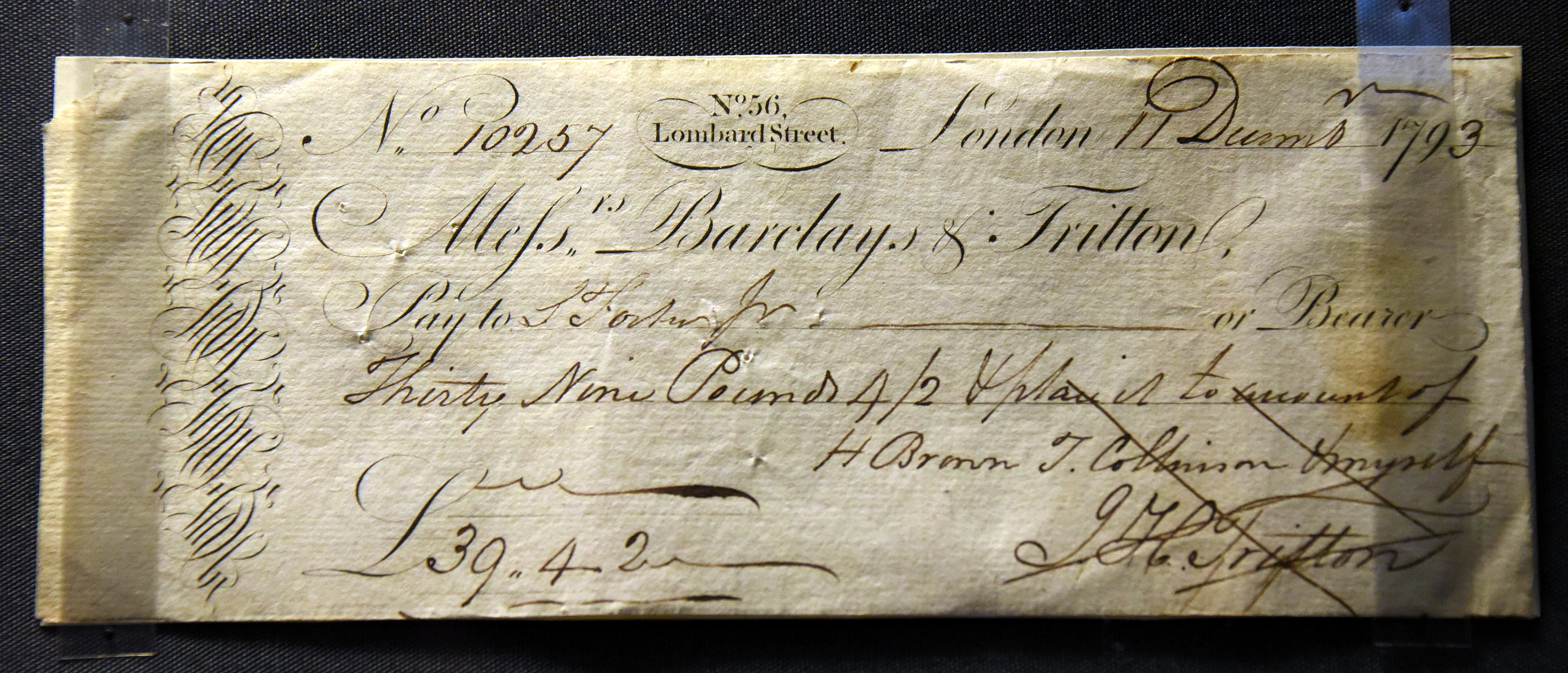
Un cheque emitido en Londres en 1793.

## Pagos
El cheque debe pagarse en el momento en que se presente al librado. Como título de crédito que es, el pago del cheque debe hacerse precisamente contra su entrega.
Responsabilidad del librador: El librador es el principal responsable del pago del cheque. Por eso en el cheque la acción cambiaria directa se ejercita contra el librador y sus avalistas (se equipara al librador como el aceptante de la letra de cambio) y la acción de regreso en contra de los endosantes y sus avalistas. El librado (entidad financiera) no tiene responsabilidad en virtud del documento porque nunca formaliza la aceptación, a diferencia de la letra de cambio.
El librador de un cheque que se presenta en tiempo y que no se pague por causa a él imputable, es responsable de los daños y perjuicios que sufra el tenedor.
Responsabilidad del librado: La institución de crédito que autorice a una persona para expedir cheques está obligada a cubrirlos hasta el importe de las sumas que tenga a disposición del librador. Cuando la institución se niegue sin justa causa a pagar un cheque debe resarcir al librador de los daños y perjuicios.
Se dice que un cheque rebotó cuando no hubo fondos.

## Características

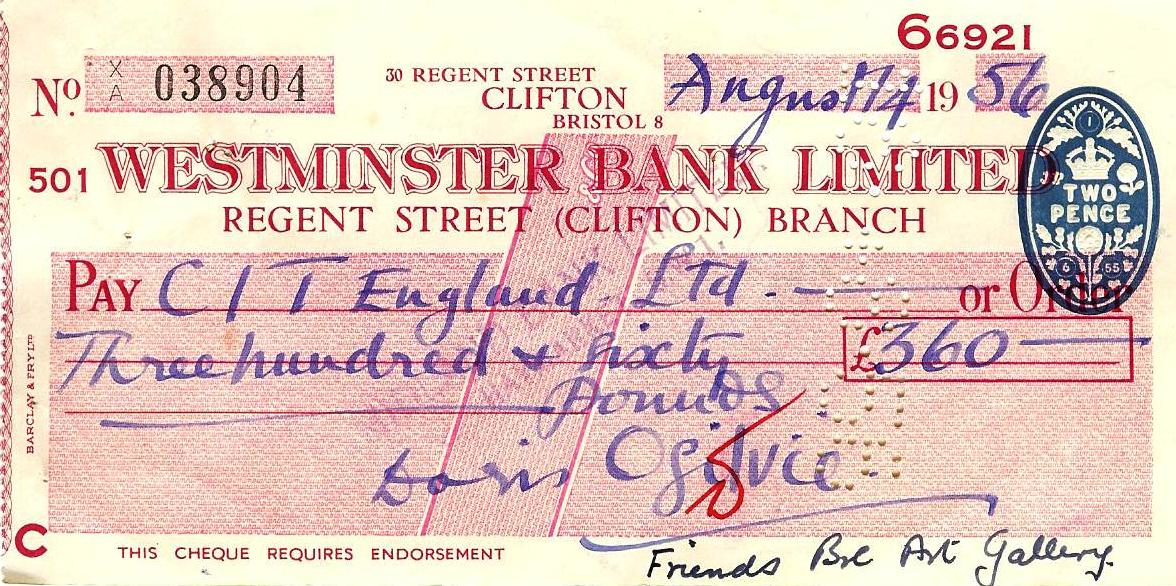
Un cheque inglés de 1956.

Las características de los cheques son:

### Literalidad
Significa que vale única y exclusivamente por lo que se plasme en el cheque de manera específica.

### Valor
Otra característica es que tienen valor per se, es decir que tiene valor por sí mismo en el documento como el título valor que es. Esto significa por ejemplo que al cobrarse en un banco, el poseedor, siempre y cuando el cheque cuente con endoso, no tiene que dar explicación al banco de por qué lo está cobrando. Esta característica hace que un cheque sea como un billete, que tiene un valor por sí mismo más el portador a la causa validada en un solo cheque sea como un billete. Además, se llena un formulario especial a través del cual el librado le ordena al librador que donó todo o parte de los fondos realizados en la entidad bancaria de manera conjuntiva y ordenada.

### A la vista
Los cheques son siempre a la vista, es decir que no tienen fecha de cuándo deben ser pagados. La fecha que se plasma en el cheque sólo cumple la función de dejar constancia de cuándo el emisor tenía la intención de que ese cheque sea cobrado. No obstante, el banco está obligado a hacer efectivo un cheque el día en que se presenta al cobro, sin importar que la fecha que aparezca plasmada en este aún no haya llegado. Hay cheques pos-fechados. Hay que tener muy en cuenta que los cheques prescriben y por ende caducan.
Transcurrida la fecha prevista para el cobro, el cheque caducará. El margen de tiempo para que caduque un cheque depende según el país donde se haya emitido el documento financiero. En España los cheques caducan a los 15 días, mientras que si se emiten fuera de este país pueden caducar a los 60 días. Aunque no prescriben hasta los 6 meses.

## Tipos de cheques

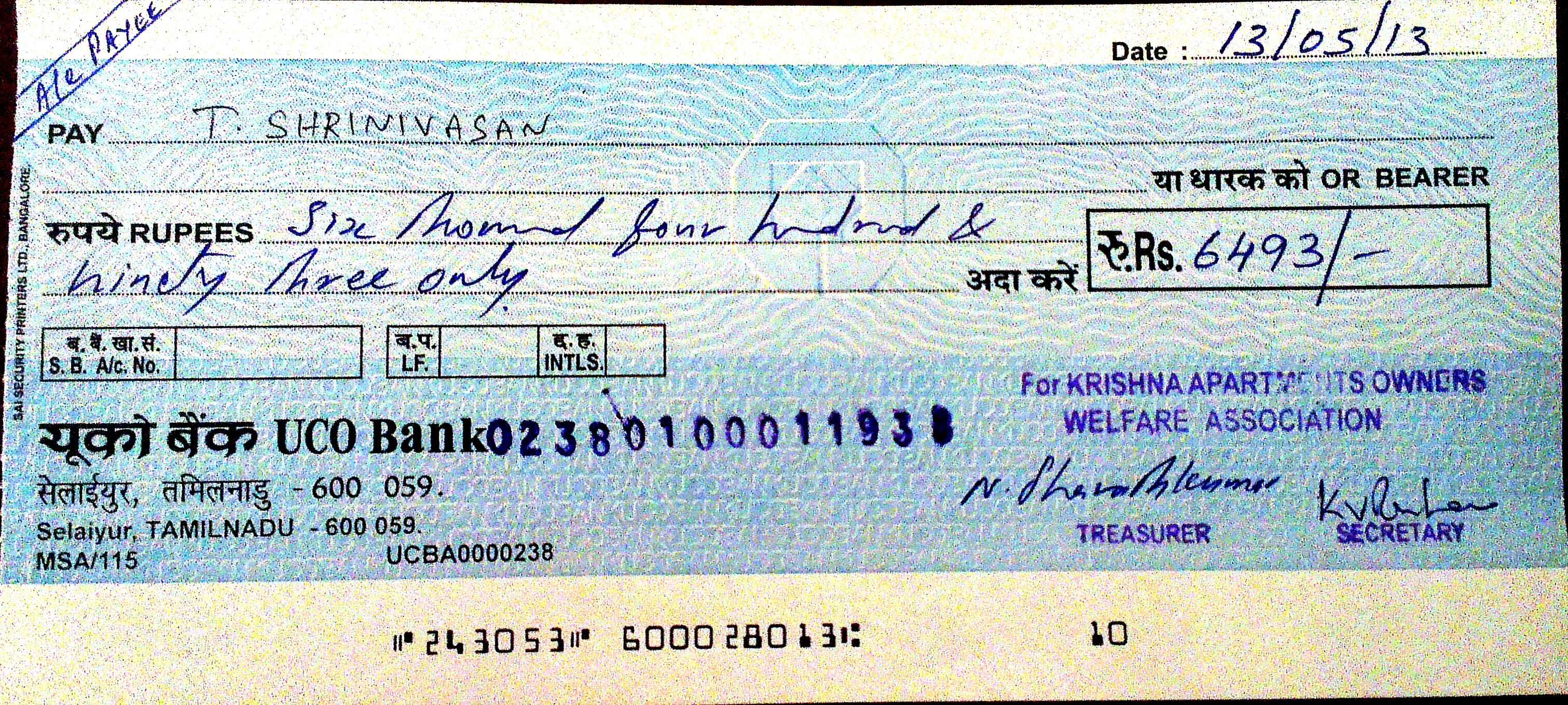
Un cheque emitido en India.

Los cheques pueden ser de muchas clases, entre ellas, nominativo, a la orden o al portador. En el primer caso, solo puede cobrarlo la persona indicada en el cheque (sea esta física o jurídica). En el segundo caso, puede ser cobrado por el beneficiario indicado, sin embargo, este puede entregarlo en pago a otra persona, para lo cual debe escribir su firma en el dorso del cheque -este acto se denomina endoso-. En este caso, cualquier persona puede cobrarlo como si fuera al portador. Y en el último caso, lo puede cobrar cualquier persona que sea portadora del mismo. En algunos países la legislación contempla únicamente cheques nominativos, es decir que son emitidos a nombre o a favor siempre de una persona específica. 
La cantidad a pagar se escribe dos veces (una en números y otra en letras) para mayor seguridad, y en los dos casos se rodea con símbolos (por ejemplo #50,00# € en vez de 50,00 €) para que no se puedan añadir cifras adicionales (y cobrar 950,00€, por ejemplo). Para imposibilitar todavía más el cambio de cifras se pueden tapar con celo adhesivo.
Hay cheques que tienen límites de hasta cuanto tiempo se da para ser cobrado; dígase, 180 días.
- Cheque cruzado.  el dinero deberá ser cobrado a través de una entidad bancaria que intermedie en el proceso, y no se podrá retirar en efectivo salvo que esta entidad bancaria de la cual es cliente el cobrador sea la misma que libra el cheque.

Insertando la cláusula “para abono en cuenta” produce la consecuencia de que no puede ser cobrado en efectivo, sino que deberá ser abonado en la cuenta del portador.
- Cheque certificado / conformado. El librado exige al librador que lo certifique haciendo constar que tiene en su poder fondos suficientes para cubrir el cheque. Se realiza con palabras como “acepto”, “visto” o “bueno” escritas por el banco que emitió el cheque y firmada por el librador. En la República Argentina (Arts. 48 y 49 de la Ley 24.452)  el cheque certificado permite "resguardar" y poner en disponibilidad la cierta cantidad de dinero (determinanda en el mismo título) de vicisitudes que tengan que ver con la persona del librador (muerte, incapacidad) su solvencia (quiebra) o medidas cautelares (embargos o inhibiciones). El plazo de duración de la certificación es de 5 días hábiles bancarios, vencidos los cuales el banco girado retrotrae los fondos a la cuenta corriente del titular.

La certificación del cheque transmite la propiedad de la provisión a la orden del tenedor y produce el descargo del librador. Desde el momento en que ha sido certificado un cheque, la provisión correspondiente queda bajo la responsabilidad del librado, quien deberá retirarla de la cuenta del librador y mantenerla en una cuenta del pasivo con el título de "Cheques Certificados" u otro título apropiado. El Banco que ha certificado un cheque asume la obligación de pagarlo.
- Cheque de caja o cheque de gerencia. Es un cheque expedido por una institución de crédito a sus propias dependencias. Representa una garantía y no suele tener fecha de caducidad. En la práctica funciona como dinero líquido, ya que el valor se retira de la cuenta del pagador en la fecha de expedición en lugar de la de cobro y el librador es el director de la oficina bancaria. En España y otros países se le denomina cheque bancario, impropiamente ya que todos los cheques son de algún modo bancarios y suele provocar ambigüedades y errores. En Chile este tipo de cheque es conocido como Vale Vista o Vale a la Vista.

- Cheques de viajero. Son los expedidos por instituciones de crédito a su propio cargo y son pagaderos por otro de sus establecimientos dentro del país o en el extranjero. Se suelen llamar "traveller's check", conforme su forma en inglés.
- Cheque cancelatorio. Según la ley de Antievasión fiscal de la República Argentina, todos los pagos superiores a $1000 se debían realizar por cualquier otro medio que no sea directamente en efectivo. Ante esta situación, se crea la figura jurídica del cheque cancelatorio para que todas las personas que no posean cuentas corrientes y no dispongan del pacto de cheques para emitirlos, puedan realizar sus pagos por este medio bancario, recurriendo a una entidad financiera o un banco ahí adquiriendo este medio de pago. A diferencia del cheque de pago diferido, este tipo de cheques tiene efecto pro-solutivo (no como los otros que son pro-resolvente -al momento de presentarlo al cobro-), sino que con el solo hecho de recibir el cheque es suficiente.
- Cheque de pago diferido. Es una orden de pago que se libra contra un banco en el cual el librador, a la fecha de presentación estipulada en el cheque, debe tener fondos suficientes depositados a su orden en la cuenta corriente bancaria.

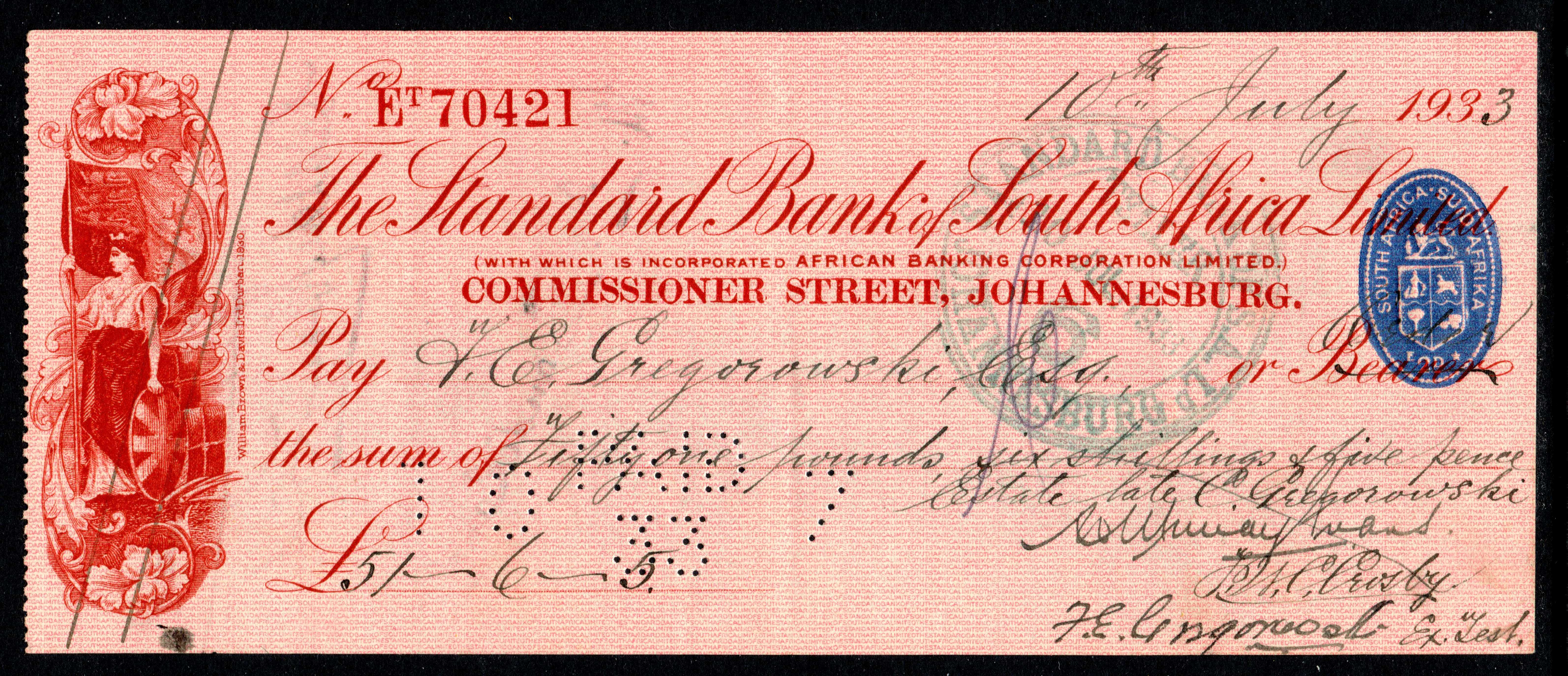
Un cheque emitido en Sudáfrica en 1933.

## Comisiones
Cuando se ingresa o se cobra un cheque en una entidad distinta de la que emitió pueden cobrar una comisión. Dicha comisión no existe si se cobra en la misma entidad que emitió el cheque.
También era práctica común, aunque actualmente ilegal en algunos países, el cobrar una comisión por gestión cuando un cheque era devuelto porque no tenía fondos. El motivo por el cual algunos países lo consideran ilegal es porque se cobra por un servicio, cobrar un cheque, que no se ha realizado.

## Cheques por país

### En México
En México el cheque es considerado un título de crédito, debiéndose entender por éstos aquellos documentos que por virtud de su literalidad amparan un derecho cambiario-quirografario. Cabe destacar que la emisión y circulación de los cheques se encuentra regulado por la Ley General de Títulos y Operaciones de Crédito del artículo 175 a 207. De acuerdo al artículo 176 de la referida ley los cheques deben contener lo siguiente:
1. La mención de ser cheque, inserta en el texto del documento;
2. El lugar y la fecha en que se expide;
3. La orden incondicional de pagar una suma determinada de dinero;
4. El nombre del librado;
5. El lugar del pago; y
6. La firma del librador.

Hay juristas que consideran que el cheque no es un verdadero título de crédito, pues el mismo no resulta ser un instrumento por virtud del cual se acredite la existencia de un crédito a favor de una persona, sino que el mismo es un instrumento de pago. Es decir, por virtud del cheque no se demuestra la existencia de un crédito constituido a favor de una determinada persona, sino que el mismo es de cierta forma equiparado al efectivo -un medio de pago-.

### En España
En España el cheque está regulado por la Ley 19/1985, de 16 de julio, Ley Cambiaria y del Cheque. En dicha ley se especifica el contenido mínimo del cheque:
- Denominación de cheque
- Mandato de pagar la suma determinada de euros
- El nombre del que debe pagar - Librado
- El lugar del pago
- La fecha y lugar de emisión del cheque
- Firma del que expide el documento - Librador

## Fraude con cheques
Los cheques han sido un objetivo tentador para que los delincuentes roben dinero o bienes al librador, al beneficiario o a los bancos. A lo largo de los años se han introducido una serie de medidas para combatir el fraude. Estas medidas van desde la redacción de un cheque de forma que sea difícil modificarlo una vez emitido, hasta mecanismos como el cruce de un cheque para que sólo pueda ingresarse en la cuenta de otro banco, lo que proporciona cierta trazabilidad. Sin embargo, los puntos débiles inherentes a la seguridad de los cheques como método de pago, como el hecho de tener sólo la firma como principal método de autenticación y no saber si se recibirán los fondos hasta que se complete el ciclo de compensación, los han hecho vulnerables a una serie de diferentes tipos de fraude.

### Malversación
Aprovechar el periodo de flotación (cheque kiting) para retrasar la notificación de fondos inexistentes. A menudo se trata de convencer a un comerciante o a otro destinatario, con la esperanza de que éste no sospeche que el cheque no se va a compensar, lo que da tiempo al defraudador a desaparecer.

### Falsificación
A veces, la falsificación es el método elegido para estafar a un banco. Una forma de falsificación consiste en utilizar los cheques legítimos de la víctima, que han sido robados y luego cobrados, o en alterar un cheque que ha sido legítimamente emitido a favor del delincuente, añadiendo palabras o dígitos para inflar el importe.

### Suplantación de identidad
Dado que los cheques incluyen información personal importante (nombre, número de cuenta, firma y, en algunos países, el número del carné de conducir, la dirección o el número de teléfono del titular de la cuenta), pueden utilizarse para la usurpación de identidad. Esta práctica se abandonó al generalizarse la usurpación de identidad.

## Uso decreciente
El uso del cheque ha ido disminuyendo desde hace algunos años, tanto en las transacciones en el punto de venta (para las que cada vez se prefieren más las tarjetas de crédito, débito o las aplicaciones de pago por móvil) como en los pagos a terceros (por ejemplo, el pago de facturas), donde el declive se ha acelerado con la aparición de la banca telefónica, la banca en Internet y la banca móvil. Al estar basados en papel, los cheques son costosos de procesar para los bancos en comparación con los pagos electrónicos, por lo que los bancos de muchos países ahora desalientan el uso de cheques, ya sea cobrando por ellos o haciendo que las alternativas sean más atractivas para los clientes. En particular, la tramitación de la transferencia de dinero requiere más esfuerzo y lleva más tiempo. El cheque tiene que entregarse en persona o enviarse por correo. El auge de los cajeros automáticos hace que a menudo se pueda acceder fácilmente a pequeñas cantidades de dinero en efectivo, por lo que a veces no es necesario extender un cheque por esas cantidades.

## Alternativas al cheque
Otros sistemas de pago distintos del cheque son
- Efectivo
- Pagos con tarjeta de débito
- Pagos con tarjeta de crédito
- Débito directo (iniciado por el beneficiario)
- Crédito directo (iniciado por el ordenante), ACH en EE. UU., giro en Europa, entrada directa en Australia
- Transferencias bancarias (locales e internacionales) a través de bancos y cooperativas de crédito o de grandes proveedores privados como Western Union y MoneyGram.
- Pago electrónico de facturas a través de la banca por Internet
- Servicios de pago en línea, como WeChat Pay, Alipay, PayPal, Venmo, Unified Payments Interface, PhonePe, Paytm y Worldpay.
- Giros postales